# Rupt-aux-Nonains
 Rupt-aux-Nonains  es una población y comuna francesa, en la región de Lorena, departamento de Mosa, en el distrito de Bar-le-Duc y cantón de Ancerville.

## Demografía
| 424 | 411 | 384 | 359 | 359 | 353 |
| Para los censos de 1962 a 1999 la población legal corresponde a la población sin duplicidades (Fuente: INSEE [Consultar]) |     |     |     |     |     |